# Eduardo Muñoz Ochoa
Eduardo Muñoz Ochoa (ur. 13 października 1968 w Guadalajarze) – meksykański duchowny katolicki, biskup pomocniczy Guadalajary w latach 2021-2024, biskup diecezjalny Autlán od 2024. 

## Życiorys

### Prezbiterat
Święcenia kapłańskie otrzymał 22 maja 1997 i został inkardynowany do archidiecezji Guadalajara. Pracował głównie jako wychowawca w archidiecezjalnym seminarium. Pełnił także funkcję sekretarza wykonawczego komisji Konferencji Episkopatu Meksyku ds. seminariów.

### Episkopat
27 listopada 2020 papież Franciszek mianował go biskupem pomocniczym archidiecezji Guadalajara, ze stolicą tytularną Satafis. Sakry biskupiej udzielił mu 22 lutego 2021 kardynał Francisco Robles Ortega – metropolita Guadalajary.
7 lutego 2024 papież Franciszek przeniósł go na urząd biskupa ordynariusza diecezji Autlán.